# Tormentor
I Tormentor sono un gruppo black metal ungherese nato nel 1987. La band, che si era momentaneamente sciolta nel 1991, ha ripreso le attività nel 1999.

## Formazione

### Formazione attuale
- Attila Csihar – voce, chitarra (Mayhem, ex-Aborym, ex-Korog,  ex-Keep of Kalessin, ex-Plasma Pool)
- Machat St. Zsoltar – batteria (ex-Perverse Pub)
- Mugambi Zoldun Bwana – chitarra
- Zeno Galoca – basso

### Ex componenti
- Szigeti Attila - chitarra
- Farkas György – basso (Watch My Dying)
- Dubecz Marton – batteria
- Budai Tamas   – chitarra

## Discografia
Album in studio
- 1995 – Anno Domini
- 2000 – Recipe Ferrum! 777

Raccolte
- 2000 – The Sick Years

Demo
- 1987 – 7th Day Of Doom
- 1988 – Anno Domini